# Гроденська вулиця
Гро́денська ву́лиця — вулиця в Дніпровському районі міста Києва, місцевість Стара Дарниця. Пролягає від Азербайджанської до Алматинської вулиці. 
Прилучаються вулиці Микешина, Васнецова і Новаторів, провулки Гроденський, Василя Сухенка та Бишівський.

## Історія
Вулиця виникла в 1-й половині XX століття, вперше згадана у 1930-х роках, мала назву Лісна. Є найстарішою вулицею Старої Дарниці. 1955 року отримала назву Вулиця Гродненська. 27 жовтня 2022 року Київська міська рада уточнила назву вулиці на Гроденська.

## Забудова
Забудова переважно приватна малоповерхова. На початку вулиці з непарного боку є кілька цегляних будинків серії 1-480 («хрущовки»), а наприкінці вулиці — кілька дев'ятиповерхівок (серія 1-380, «готелька»).